# عرجا
عرجا هي إحدى القرى الصغيرة الواقعة في منطقة وادي الجزي التابعة لولاية صحار في محافظة شمال الباطنة، تقع عند سفوح جبال الحجر الغربية، وتبعد عن الساحل 25 كم. وهي ضمن وادي الجزي، ترتفع عن سطح الأرض بحوالي 240 متر. وتضم موقعا مهما يحتوي على آثار كثيرة كانت لإنتاج واستخراج وصهر النحاس منذ حضارة مجان. وقد أثبت كربون 14 المشع الذي أجري على بعض خبث النحاس استمرار العمل في هذه المناجم مدة طويلة من الزمن منها فترة القرن الخامس الميلادي.

## وصلات خارجية
- جريدة الزمن